# Marwa Arafa
Marwa Arafa est une militante des droits humains et une traductrice égyptienne qui défend les droits des enfants arrêtés. Elle  est arrêtée de force par la police égyptienne en avril 2020 et a disparu,. Elle est détenue pendant deux ans sans procès.

## Arrestation et disparition forcée
Arafa, membre de l'organisation Free the Children, offre également un soutien humanitaire aux familles de victimes détenues arbitrairement, avec des provisions, des médicaments et du matériel scolaire. Des agents de la sécurité de l’État égyptien perquisitionnent son domicile dans la soirée du 20 avril 2020, ils la fouillent et l'arrête sans mandat de perquisition ni d’arrêt. Son mari, l'écrivain et chercheur Tamer Muwafi, affirme n'avoir reçu aucune information sur le lieu où elle se trouve de la part des autorités, ni aucune raison pour son arrestation. Elle disparait de force pendant 14 jours sans laisser de trace. Le 10 mai 2020, des agents de sécurité lui présentent un mandat d'arrêt au parquet de la sécurité nationale où elle est assignée au dossier no 570 et interrogée. Son arrestation a lieu un jour avant qu'une autre militante, traductrice et chercheuse, Kholoud Said (en) ne soit arrêtée à son domicile à minuit,. Human Rights Watch parle de « disparition forcée »,. Les disparitions forcées sont une tactique courante déployée par les agences de sécurité opérant sous les auspices du président Abdel Fatah Al-Sisi, dont le régime répressif a donné lieu à une répression sans précédent de toutes les formes de dissidence, y compris la torture et l'emprisonnement de milliers de personnes.
Arafa est accusée d’avoir rejoint et financé une organisation terroriste. Marwa a renoncé à l'activisme politique « depuis longtemps », a annoncé son mari, qui a déclaré que sa seule véritable préoccupation était d'élever leur fille de deux ans, Wafa. Elle est ensuite  placée pendant deux ans en détention, ce qui excède la durée prévue par la loi. Sa fille s'est vu refuser l'accès à sa mère.